# 2010-es Balti kupa
A 2010-es Balti kupa egy labdarúgó esemény, amelyet 2010. június 18. és június 20. között rendeztek meg Litvániában a S. Darius és S. Girėnas Stadionban, Kaunas városában.
A házigazda Litvánia mellett, még Észtország és Lettország vett részt a tornán.

## Eredmények

### Felnőtt
| Helyezés | Nemzet     | M | Gy | D | V | G+ | G– | Gk | P |
| -------- | ---------- | - | -- | - | - | -- | -- | -- | - |
| Arany.   | Litvánia   | 2 | 1  | 1 | 0 | 2  | 0  | +2 | 4 |
| Ezüst.   | Lettország | 2 | 0  | 2 | 0 | 0  | 0  | 0  | 2 |
| Bronz.   | Észtország | 2 | 0  | 1 | 1 | 0  | 2  | –2 | 1 |

| 2010. június 18. |

| Litvánia | 0–0 | Lettország |
| -------- | --- | ---------- |
|          |     |            |

| S. Darius and S. Girėnas Stadium, Kaunas Nézőszám: 1000 Játékvezető: Hannes Kaasik (Észtország) |

----
| 2010. június 19. |

| Lettország | 0–0 | Észtország |
| ---------- | --- | ---------- |
|            |     |            |

| S. Darius and S. Girėnas Stadium, Kaunas Nézőszám: 300 Játékvezető: Gediminas Mažeika (Litvánia) |

----
| 2010. június 20. |

| Észtország | 0–2 | Litvánia                                     |
| ---------- | --- | -------------------------------------------- |
|            |     | Mantas Savėnas 31' Artūras Rimkevičius 90+2' |

| S. Darius and S. Girėnas Stadium, Kaunas Nézőszám: 600 Játékvezető: Andrejs Sipailo (Lettország) |

### U-21
Az U21-es tornát abban az időpontban rendezték, mint a felnőtteknek, csak a Sūduva Sports Centre Stadiumban Marijampolė városában rendezték mind a három mérkőzést.
| Helyezés | Nemzet     | M | Gy | D | V | G+ | G– | Gk | P |
| -------- | ---------- | - | -- | - | - | -- | -- | -- | - |
| Arany.   | Litvánia   | 2 | 1  | 1 | 0 | 3  | 2  | +1 | 4 |
| Ezüst.   | Lettország | 2 | 1  | 0 | 1 | 2  | 2  | 0  | 3 |
| Bronz.   | Észtország | 2 | 0  | 1 | 1 | 1  | 2  | –1 | 1 |

| 2010. június 18. |

| Litvánia                                  | 2–1 | Lettország          |
| ----------------------------------------- | --- | ------------------- |
| Povilas Krasnovskis 33' Marius Papšys 76' |     | Daniils Turkovs 90' |

| Sūduva Sports Centre Stadium, Marijampolė Játékvezető: Audrius Kancleris (Litvánia) |

----
| 2010. június 19. |

| Lettország          | 1–0 | Észtország |
| ------------------- | --- | ---------- |
| Artjoms Osipovs 45' |     |            |

| Sūduva Sports Centre Stadium, Marijampolė Nézőszám: 50 Játékvezető: Nerijus Dunauskas (Litvánia) |

----
| 2010. június 20. |

| Észtország          | 1–1 | Litvánia              |
| ------------------- | --- | --------------------- |
| Jüri Jevdokimov 72' |     | Eivinas Zagurskas 59' |

| Sūduva Sports Centre Stadium, Marijampolė Játékvezető: Sergejus Sylva (Litvánia) |

### U-19
Az U19-es tornát június 25. és június 27. között rendezték, Palanga és Kretinga városában a Palanga Stadiong-ban, illetve Kretinga City Stadium-ban.
| Helyezés | Nemzet     | M | Gy | D | V | G+ | G– | Gk | P |
| -------- | ---------- | - | -- | - | - | -- | -- | -- | - |
| Arany.   | Litvánia   | 2 | 1  | 1 | 0 | 4  | 3  | +1 | 4 |
| Ezüst.   | Észtország | 2 | 0  | 2 | 0 | 2  | 2  | 0  | 2 |
| Bronz.   | Lettország | 2 | 0  | 1 | 1 | 3  | 4  | –1 | 1 |

| 2010. június 25. |

| Litvánia              | 1–1 | Észtország   |
| --------------------- | --- | ------------ |
| Žilvinas Česnulis 56' |     | Karl Mööl 4' |

| Palanga Stadion, Palanga |

----
| 2010. június 26. |

| Észtország             | 1–1 | Lettország            |
| ---------------------- | --- | --------------------- |
| Stanislav Goldberg 36' |     | Artjoms Lonšakovs 69' |

| Kretinga City Stadium, Kretinga |

----
| 2010. június 27. |

| Lettország                                   | 2–3 | Litvánia                                              |
| -------------------------------------------- | --- | ----------------------------------------------------- |
| Artjoms Lonšakovs 26' Edgars Jermolajevs 31' |     | Mindaugas Grigaravičius 10' 54' Justas Vilavičius 72' |

| Palanga Stadion, Palanga |

### U-17
Az U17-es tornát június 25. és június 27. között rendezték, Palanga és Kretinga városában a Palanga Stadion-ban, illetve Kretinga City Stadium-ban.
| Helyezés | Nemzet     | M | Gy | D | V | G+ | G– | Gk | P |
| -------- | ---------- | - | -- | - | - | -- | -- | -- | - |
| Arany.   | Lettország | 2 | 2  | 0 | 0 | 6  | 2  | +4 | 6 |
| Ezüst.   | Litvánia   | 2 | 1  | 0 | 1 | 2  | 2  | 0  | 3 |
| Bronz.   | Észtország | 2 | 0  | 0 | 2 | 2  | 6  | –4 | 0 |

| 2010. június 25. |

| Litvánia                                           | 2–0 | Észtország |
| -------------------------------------------------- | --- | ---------- |
| Gabrielius Judickas 75' GauračsArmandas Breivė 76' |     |            |

| Palanga Stadion, Palanga |

----
| 2010. június 26. |

| Észtország                         | 2–4 | Lettország                                      |
| ---------------------------------- | --- | ----------------------------------------------- |
| Kevin Kauber 30' Endijs Šlampe 72' |     | Dāvis Ikaunieks 33' 61' Valerijs Šabala 49' 80' |

| Kretinga City Stadium, Kretinga |

----
| 2010. június 27. |

| Lettország              | 2–0 | Litvánia |
| ----------------------- | --- | -------- |
| Valērijs Šabala 06' 33' |     |          |

| Palanga Stadion, Palanga |

## Külső hivatkozások
- 2010-es Baltik kupa áttekintése
- Baltik kupa a Futbolinis.lt-n